# Mathématiques supérieures
En France, la classe de mathématiques supérieures (abrégé en « maths sup ») est le nom de la première année d'une ancienne filière de classes préparatoires aux grandes écoles (CPGE), remplacée par la filière des classes préparatoires scientifiques après la réforme de l'enseignement supérieur de 1997. En dépit de la disparition officielle de cette appellation, elle continue d'être largement utilisée dans l'argot scolaire.
Elle permet l'accès à la seconde année de la filière, anciennement appelée « maths spé ». C'est pourquoi, en argot scolaire, cette année est surnommée année d'hypotaupe (et les étudiants sont appelés des taupins), l'année suivante étant l'année de taupe.
Actuellement, les différentes voies de « maths sup » sont :
- BCPST : biologie, chimie, physique et sciences de la Terre (anciennement Maths sup bio) ;
- MP2I : mathématiques, physique, ingénierie et informatique ;
- MPSI : mathématiques, physique et sciences de l'ingénieur ;
- PCSI : physique, chimie et sciences de l'ingénieur ;
- PTSI : physique, technologie et sciences de l'ingénieur (anciennement Maths sup techno) ;
- TB : technologie et biologie.
- TPC : technologie, physique et chimie (anciennement Maths sup TB) ;
- TSI : technologie et sciences industrielles (anciennement Maths sup TA) ;